# Ad Nijkamp
Adrianus Hermanus Gerardus (Ad) Nijkamp (Breda, 28 april 1946 - Odenthal, 1 november 2022) was begin jaren 70 een van de Goede zonen van Vader Abraham.
De groep waar Nijkamp deel van uitmaakte, begon als Vader Abraham en zijn zeven zonen en werd later voortgezet als Vader Abraham en zijn goede zonen.  Naast Ad Nijkamp bestond de groep uit Bram Stukje, Ben van Dongen en Hans Lauwe. In deze bezetting scoorde de groep top-10 hits als: Pootje Baaien, Jij En Ik Blijven Bestaan, Vader Abraham Had 7 Zonen, Olleke Bolleke en Uche Uche Uche.
Na het uiteenvallen van de groep rond 1973 bleef Ad Nijkamp nog een aantal jaren manager van Pierre Kartner en diens Vader Abraham Show.
In 2005 deed Ad Nijkamp nog een gooi naar het burgemeesterschap van het Duitse Odenthal. Hij werd daarmee bijna de eerste buitenlandse burgemeester in Duitsland maar moest de lokale CDU-kandidaat voor laten gaan. Ad Nijkamp was tevens een van de Duitse correspondenten voor het radioprogramma Wereldnet van Radio Nederland Wereldomroep. Tussen augustus 2006 en augustus 2009 was Ad Nijkamp als docent Eventmanagement verbonden aan de Europaische Wirtschafts- und Sprachenakademie EWS in Keulen (D).